# سومينوه-كو
سومينوه-كو (باليابانية: 住之江区) هو حي في اليابان، يقع في أوساكا، بلغ عدد سكانه 121,785 نسمة وذلك حسب إحصائيات سنة 2017، تبلغ مساحته 20.77 كيلومتر مربع.

## أعلام
- هاجيمي ميكي
- هيروكي كورودا